# جان تزیبوس
یوحنا تزیبوس ( لاتین: Ioannes Tzibus   ، یونانی: Ἰωάννης ὁ Τζίβος ) ژنرال امپراتور بیزانس ژوستینین یکم بود. او به‌عنوان فرمانده ارمنستان (مگیستر میلیتوم پر ارمینیام) خدمت کرد و حداکثر تا ۵۳۵ سال جایگزین پیتر نامحبوب شد. او شهر بندری پترا در لازستان را تأسیس کرد که از طریق آن تجارت در لازستان را در انحصار خود درآورد و نقش دلال را ایفا می‌کرد. این باعث شد که گوبازس دوم، پادشاه لازستان، طرف خود را تغییر دهد. جان تزیبوس در سال ۵۴۱ پس از میلاد در حین محاصره قلعه خود توسط ساسانیان که اکنون با پادشاه لازستان متحد شده بودند، با تیری به گردن کشته شد. این آغاز جنگ لازستان بین ساسانیان و بیزانس بود.